# Ruben vs Katja
Ruben vs Katja is een televisieprogramma van BNN. Ruben Nicolai en Katja Schuurman strijden tegen elkaar door middel van verschillende opdrachten. Het programma is een vervolg op Ruben vs Sophie.
Het eerste seizoen begon op 28 oktober 2013, en speelt zich af in acht Europese landen. Het doel van dit seizoen is om uit te zoeken wie zich het best kan redden in Europa.

## Seizoen 1 (2013)
Aflevering 1 (28 oktober 2013)
- Land:  Italië
- Kijkcijfers: 451.000 kijkers
- Opdracht: Wie is de beste Italiaan?
- Verloop: In de eerste opdracht werd gestreden om de vraag wie de beste gondelier is, Ruben won deze opdracht omdat hij beter kon varen. In de volgende opdracht werd uitgemaakt wie de beste gladiator was, Katja won deze opdracht. Ook de opdracht hierna won zij, de bedoeling was om de balkonscène uit Romeo en Julia ter interpreteren. Ruben deed dit door er een 'house-warming party' van te maken terwijl Katja er een sociale vraagstuk (homofilie) op losliet.
- Winnaar: Katja (0-1)

Aflevering 2 (4 november 2013)
- Land:  Verenigd Koninkrijk
- Kijkcijfers: 394.000 kijkers
- Opdracht: Wie is de beste Engelsman?
- Verloop: Tijdens de eerste opdracht moesten zowel Katja als Ruben zo snel mogelijk twee taxiritten uitvoeren, Katja was de beste taxichauffeur. De tweede opdracht werd gewonnen door Ruben, hij was de beste veilingmeester. Tijdens de derde opdracht moest een 'afternoontea' worden georganiseerd voor een paar oude vrouwen. Ruben werd verkozen tot de beste butler en won hiermee ook de aflevering.
- Winnaar: Ruben (1-1)

Aflevering 3 (11 november 2013)
- Land:  Duitsland
- Kijkcijfers: 453.000 kijkers
- Opdracht: Wie is de beste Duitser?
- Verloop: Voor de eerste opdracht moesten Ruben en Katja een scène uit de Titanic nasynchroniseren, in het Duits. Katja deed dit als beste. In de tweede opdrachten moesten Katja en Ruben een race met verschillende vervoersmiddelen afleggen, dit waren o.a. een tank en een Trabant, doel was om zo snel mogelijk de Heilige Lans te vinden. Ruben was de snelste en de stand was hiermee gelijk Tijdens de laatste opdracht moesten ze beiden een schlager maken, dit werd gejureerd door Dennie Christian, Katja won deze opdracht en hiermee ook de uitzending.
- Winnaar: Katja (1-2)

Aflevering 4 (18 november 2013)
- Land:  Spanje
- Kijkcijfers: 486.000 kijkers
- Opdracht: Wie is de beste Spanjaard?
- Verloop: In de eerste opdracht namen Katja en Ruben het tegen elkaar op op het circuit van Navarra, ze moesten tegen elkaar racen op het circuit, wie het snelste was won. Deze opdracht werd door Ruben gewonnen. Tijdens de tweede opdracht moesten beiden een roadtrip naar Barcelona gaan maken terwijl ze dingen moesten afstrepen op hun bucketlist. Katja won en maakte daarmee gelijkspel. Tijdens de laatste opdracht moesten de twee een animatieavond op een camping, met veel Nederlandse gasten, organiseren. Katja nodigde Frans Duijts uit en zong met hem een duet, Ruben daarentegen trad op met hetzelfde alter ego als in de vorige aflevering. Een jury besloot dat Ruben het publiek het beste had vermaakt, en hiermee won hij dan ook de aflevering.
- Winnaar: Ruben (2-2)

Aflevering 5 (25 november 2013)
- Land:  Frankrijk
- Kijkcijfers: 549.000 kijkers
- Opdracht: Wie is de beste Fransoos?
- Verloop: Voor de eerste opdracht moesten Ruben en Katja een kunstwerk maken en deze op een markt in Parijs verkopen. Katja haalde hier het meeste geld mee op en won de opdracht. De tweede opdrachten daarentegen werd gewonnen door Ruben, omdat hij tot de beste chef-kok gekozen werd. Voor deze opdrachten moesten ze beiden een eend bereiden en een eigen dessert maken. Voor de derde opdracht werden ze Normandië gedropt en moesten ze snel mogelijk naar een voor hun onbekende locatie komen, dit was de Pont Neuf in Parijs. Katja won deze opdracht en hiermee ook de aflevering.
- Winnaar: Katja (2-3)

Aflevering 6 (2 december 2013)
- Land:  Zweden
- Kijkcijfers: 502.000 kijkers
- Opdracht: Wie is de beste Zweed?
- Verloop: Tijdens de eerste opdracht moesten Ruben en Katja een product ontwerpen dat werkt gemaakt met een 3D-Printer, hier moesten ze een product van maken en deze presenteren voor een Jury, Ruben won deze opdracht. In de tweede moesten beiden tegen elkaar ijshockeyen, ook dit deed Ruben als beste. Voor de derde opdracht moesten ze een remake maken van een Zweedse hit, Katja deed dit als beste, toch won Ruben de aflevering.
- Winnaar: Ruben (3-3)

Aflevering 7 (9 december 2013)
- Land:  België
- Kijkcijfers: 624.000 kijkers
- Opdracht: Wie is de beste Belg?
- Verloop: Voor de eerste opdracht moesten Ruben en Katja bij een chocolaterie verschillende bonbons en pralines maken, Katja deed dit als beste. De tweede opdracht bestond uit verschillende onderdelen, de algemene vraag was wie de beste survivaller was. Het eerste onderdeel ging over wie het beste was met paarden, voor het tweede onderdeel moesten ze een tent opzetten. In beide onderdelen was Katja het beste, voor het derde onderdeel moesten ze een parcours afleggen terwijl de ander met een paint-ball geweer schoot. Elk raak schot was een punt, Katja raakte Ruben één keer, Ruben Katja acht keer. Hiermee werd deze opdracht dan ook door Ruben gewonnen met 8-3 en ging het punt naar hem. In de derde opdracht deden ze mee aan het programma De Slimste, Katja deed dit als beste en won hiermee de uitzending met 1-2.
- Winnaar: Katja (3-4)

Aflevering 8 (16 december 2013)
- Land:  Oostenrijk
- Kijkcijfers: 455.000 kijkers
- Opdracht: Wie is de beste Oostenrijker?
- Verloop: In de eerste opdracht moesten Katja en Ruben uitmaken wie de beste wintersporter was, dit werd uitgemaakt in drie korte opdrachten, dit werd door Ruben met 2-1 gewonnen. Voor de tweede opdracht moesten ze een voor een goed doel zoveel mogelijk geld ophalen door te verkopen op een kerstmarkt, Katja deed dit als beste. In de derde opdracht moesten Ruben en Katja een muziekstuk dirigeren, Ruben deed dit als beste en won de aflevering met 2-1. Uiteindelijk waren Ruben en Katja dus gelijke Europeanen.
- Winnaar: Ruben (4-4)